# Pascal Langdale
Pascal Langlois, conosciuto come Pascal Langdale (Brighton, 5 settembre 1973), è un attore e doppiatore inglese.

## Biografia e carriera
Caratterista di serie televisive dal 1999, ha svolto anche l'attività di doppiatore, prestando voce e fattezze per il gioco Heavy Rain, in cui interpretava Ethan Mars. Ha studiato presso la Royal Academy of Dramatic Art per 3 anni. Sporadiche fino ad oggi le interpretazioni per il grande schermo.

## Filmografia

### Attore

#### Cinema
- Il fantasma dell'Opera (The Phantom of the Opera), regia di Joel Schumacher (2004)
- Trappola d'acciaio (Steel Trap), regia di Luis Cámara (2007)
- Gone for a Dance (2007)
- Super Comet: After The Impact (2007)
- Cards on the Table (2008)
- Sharpe's Peril (2008)
- Morris: A Life with Bells On (2009)

#### Televisione
- Lucy Sullivan Is Getting Married (1999–2000)
- Spooks (2002 - in corso)
- Ultimate Force (2003-2004)
- Discovery 2057 (2007)
- Doctors 5 episodi (2009)
- Free Agents 4 episodi (2009)
- My Family (2009)
- Any Human Heart (2010)
- Flashpoint (2012)
- Bitten (2015/2016)

### Doppiatore
- Narratore in Riporter Extreme (2001)
- Ethan Mars in Heavy Rain (2010)

## Videogiochi
- Heavy Rain (2010) - Ethan Mars